# Paul Wilbers
P.G.I. (Paul) Wilbers (Groesbeek, 18 augustus 1948) is een Nederlands politicus van de PvdA.
Hij heeft Nederlands gestudeerd met als specialisatie PR & Voorlichting waarna hij docent Nederlands werd. Wilbers was 10 jaar wethouder in zijn geboorteplaats voor hij in 1996 rector werd van het Kandinsky College in Nijmegen. Met zijn benoeming in januari 2001 tot burgemeester van Ubbergen keerde Wilbers echter weer terug in het lokaal bestuur. Per 1 augustus 2013 werd hij wegens het bereiken van de pensioengerechtigde leeftijd benoemd tot waarnemend burgemeester in dezelfde gemeente tot de fusie met Groesbeek en Millingen aan de Rijn per 1 januari 2015. In december 2014 werd hij benoemd tot Ridder in de Orde van Oranje-Nassau.